# Strandfyr
Strandfyr (Pinus pinaster), også skrevet Strand-Fyr, er et stort, stedsegrønt nåletræ med en krone, som efterhånden bliver flad og skærmagtig. Stammen er kraftig og gennemgående, og hovedgrenene er vandret udstående og kraftige. Stammeomkredsen kan nå mere end fire meter.

## Beskrivelse
Barken er først lyst rødbrun på lyssiden og lyst olivengræn på skyggesiden. Senere bliver den rødbrun, mens gamle grene og stammen får en skorpet bark, der sprækker op i røde, brune og gråbrune flager. Knopperne er rødbrune med skæl, der bøjer udad-nedad ved spidsen af knoppen.
Nålene sidder sammen to og to, og de er lange og kraftige med halvrundt tværsnit og lyst grågrøn farve. De hanlige blomsterstande findes nederst på skuddet, mens de rødlige, hunlige kogleanlæg findes yderst. Koglen er ustilket, kegleformet og krum med blanke, rødbrune skæl. Hvert kogleskæl har en tornbærende vulst (fortykket kant) på tværs.
Rodnettet er kraftigt og dybtgående.
Højde x bredde og årlig tilvækst: 35 x 5 m (25 x 5 cm/år). Stammeomkredsen kan nå mere end fire meter.

## Hjemsted
Arten er naturligt hjemmehørende i Nordafrika og Sydvesteuropa, og ses især langs Spaniens og Norditaliens Middelhavskyster. Overalt er den knyttet til voksesteder med varm, tør og kalkholdig jord. Den danner blandede skove sammen med andre arter af fyr og flere arter af løvfældende eg.
I Castaniccia-bjergene på Korsika findes arten i blandet skov sammen med bl.a. bøg, jordbærtræ, vedbend, alm. ædelgran, duneg, europæisk humlebøg, hjertebladet el, steneg, trælyng og ægte kastanje
Strandfyr er naturaliseret i flere andre regioner af verden, herunder England, Frankrig, kysten langs Adriaterhavet, samt Argentina og Australien.
| Portal | Portal:Botanik |

## Note
1. ↑  Egne iagttagelser, Sten Porse